# RTX Telecom
RTX A/S, tidligere kendt som RTX Telecom, er et dansk teknologifirma, der specialiserer sig i design og fremstilling af trådløse kommunikationsløsninger med stærkt fokus på DECT (en)-teknologier (Digital Enhanced Cordless Telecommunications). RTX opererer som ODM (en) (Original Design Manufacturer) og OEM (Original Equipment Manufacturer) og samarbejder med B2B-brands over hele verden.
RTX har hovedkontor i Nørresundby ved Aalborg, med kontorer i Hongkong, USA og Rumænien.

## Historie
RTX blev grundlagt i 1993 i Nørresundby. I 2000 blev RTX børsnoteret på Københavns Fondsbørs under tickersymbolet RTX. I 2012 ændrede virksomheden navn fra RTX Telecom til RTX.
Gennem årene har virksomheden ekspanderet og åbnet kontorer i San Diego, USA, i 2004, i Hongkong i 2006 og i Rumænien i 2025. I dag har RTX over 300 medarbejdere på verdensplan.

## Forretningssegmenter
RTX opererer inden for tre nøglesegmenter:
- Enterprise: Udvikling af DECT- og VoIP-baserede kommunikationssystemer, herunder headset, håndsæt, basestationer, repeatere, lokationsgateways og avancerede cloud-baserede værktøjer. Disse bruges i professionelle miljøer som kontorer og callcentre, detailhandel og hotel- og restaurationsbranchen, logistik og lager, fremstilling og produktion, sikre faciliteter samt på hospitaler og i sundhedssektoren. Virksomhedssystemerne er modulopbyggede og skalerbare for at levere pålidelig og højkvalitets kommunikation til selv de mest krævende kommercielle og industrielle miljøer, hvor udstyr, der er certificeret som eksplosionssikkert og vandtæt, er afgørende[5].
- Healthcare: Levering af trådløs kommunikationsinfrastruktur, der kan integreres problemfrit og pålideligt i højteknologiske medicinske enheder, herunder patientovervågningsudstyr og sengemonitorer. RTX-løsninger er tilgængelige i de beskyttede WMTS (en)- og ISM-kommunikationsspektre. RTX ønsker at skabe muligheder for større brug af bærbart overvågningsudstyr, hurtigere overgang fra hospital til hjem, bedre behandlingsresultater og hurtigere ROI (frigivelse af information) for sundhedspersonale[6].
- Professionel Audio: Design og udvikling af trådløse lydløsninger, der leveres som markedskompatible moduler, som kunderne kan integrere i deres produkter for at få løsningerne hurtigere og med mindre besvær på markedet. Modulerne sikrer lav latenstid og en robust trådløs forbindelse mellem højttalerne. De bruges ofte i bæltepakker, trådløse intercom-headset og mikrofoner til miljøer som sport og underholdning, indholdsproduktion, live-events og studier samt industri og byggeri[7].

## Kunder
RTX leverer White-label (en)-løsninger til globale kunder. På grund af sin ODM/OEM-model bærer mange slutprodukter, der bruger RTX-teknologier, kundens branding i stedet for RTX-navnet.

## Produkter og løsninger
Virksomhedens teknologier understøtter protokoller som DECT (en), VoIP, LTE, 2.4GHz, CAT-iq (en), Bluetooth, Wi-Fi og proprietære Radiofrekvens-standarder, afhængigt af applikationens behov.
RTX har udviklet patenterede metoder til at håndtere barske miljøer og ejer varemærkerne Sheersound®, Sheerlink® og TeamEngage®.
RTX har tidligere været involveret i udviklingen af de trådløse funktioner i PS3- og Xbox-konsollerne samt telefoner til Skype.